# Проучвания на природата
„Проучвания на природата“ е илюстрован ръкопис от XVI век, в който се представят природни сцени. Част е от колекцията на императора на Свещената Римска империя Рудолф II.
Албумът е изработен от пергамент и е с размери 48,7 x 36,1 cm. Подвързана е със зелена кожена подвързия. Част е от Императорската библиотека от 1783 г., когато е предадена личната колекция на Рудолф II в нея. Изображенията са групирани тематично, включени са растения, птици, бозайници, насекоми, риби, както и природни пейзажи. Техниката им на изобразяване е изключително разнообразна – от съвсем прости скици, през по-задълбочени проучвания, до детайлни изображения. Голяма част от животните, изобразени в албума, се намират в музея на Рудолф II. Вероятно те са служили за модели. Илюстрациите са нарисувани с перо и мастило, акварел, темпера, а в някои части е използвано и злато. Албумът е съставен от няколко различни автора.
Ръкописът е част от фонда на Националната библиотека на Австрия във Виена.

## Галерия
- Рисунки от Ханс Фераген ден Стомен
- Sea turtle by Hans Verhagen de Stomme
- Lupinus sativus